# Кундран
Кундран (рос. Кундран) — село у Убінському районі Новосибірської області Російської Федерації.
Входить до складу муніципального утворення Кундранська сільрада. Населення становить 504 особи (2017).

## Історія
Згідно із законом від 2 червня 2004 року органом місцевого самоврядування є Кундранська сільрада.

## Населення
| 2002 | 2007 | 2010 | 2012 | 2013 | 2014 | 2015 |
| ---- | ---- | ---- | ---- | ---- | ---- | ---- |
| 750  | ↘590 | ↘571 | ↘543 | ↘539 | ↘519 | ↘505 |
| 2016 | 2017 |      |      |      |      |      |
| ↗508 | ↘504 |      |      |      |      |      |